# Aulacocalyx pallens
Aulacocalyx pallens är en måreväxtart som först beskrevs av William Philip Hiern, och fick sitt nu gällande namn av Diane Mary Bridson och Estrela Figueiredo. Aulacocalyx pallens ingår i släktet Aulacocalyx och familjen måreväxter.

## Underarter
Arten delas in i följande underarter:
- A. p. letestui
- A. p. pallens